# Blaustein
Blaustein település Németországban, azon belül Baden-Württembergben. Lakosainak száma 16 606 fő (2023. december 31.).

## Népesség
A település népessége az elmúlt években az alábbi módon változott:
| Lakosok száma | 13 568 | 15 059 | 15 965 | 16 161 | 16 305 | 16 667 | 16 606 |
|               | 1975   | 2014   | 2017   | 2019   | 2021   | 2022   | 2023   |